# Symbolia hirticauda
Symbolia hirticauda är en tvåvingeart som beskrevs av Robinson 1966. Symbolia hirticauda ingår i släktet Symbolia och familjen styltflugor.
Artens utbredningsområde är Costa Rica. Inga underarter finns listade i Catalogue of Life.